# Tathorhynchus nigra
Tathorhynchus nigra är en fjärilsart som beskrevs av Pierre E.L. Viette 1954. Tathorhynchus nigra ingår i släktet Tathorhynchus och familjen nattflyn. Inga underarter finns listade i Catalogue of Life.